# Marienschwestern von der Unbefleckten Empfängnis
Die Marienschwestern von der Unbefleckten Empfängnis (SMI) sind eine Schwesternkongregation in der römisch-katholischen Kirche, die 1854 von Pfarrer Johannes Schneider in Breslau gegründet wurde.

## Geschichte
Hintergrund der Gründung waren die sozialen Umbrüche und die Landflucht als Begleiterscheinungen der Industrialisierung. Auf Veranlassung von Fürstbischof Heinrich Förster gründete Pfarrer Schneider einen Verein zur Betreuung gefährdeter Dienstmädchen, der sich St. Marienverein nannte. Daraus entwickelte sich die Kongregation unter dem Patronat der Unbefleckten Empfängnis Mariens, die im Gründungsjahr 1854 dogmatisiert worden war. 1891 bestätigte Fürstbischof Georg von Kopp die Konstitutionen der Gemeinschaft und 1897 verlieh Papst Leo XIII. ihr das Decretum laudis, wodurch sie ein Institut päpstlichen Rechts wurde. Die endgültige Anerkennung gewährte Papst Pius XI. 1932.
Vor dem Zweiten Weltkrieg gehörten der Kongregation 831 Schwestern an, die in 115 Niederlassungen wirkten. Die Kongregation widmet sich sozial-karitativen Aufgaben, der Erziehung, der Fürsorge und der Arbeit in Hospizen. Aktuell sind über 400 Schwestern in sechs Ländern tätig. Provinzen gibt es in Deutschland (Berlin seit 1934 und Cochem seit 1950), Polen, Italien, Tansania, Ukraine und Lettland; das Generalmutterhaus befindet sich in Rom.

## Wirkungsstätten in Deutschland
Das Kloster St. Augustinus in Berlin-Lankwitz, in dem die meisten der Schwestern der Deutschen Provinz leben, ist auch der Sitz der Provinzleitung für Deutschland. Auf dem Areal des Klosters befindet sich auch das St. Marien-Krankenhaus. Dieses wurde 1993 eingeweiht. Weitere Wirkungsstätten der Schwestern sind das Seniorenstift St. Marien in Berlin-Kreuzberg und das Seniorenstift St. Antonius in Berlin-Karlshorst.
Neben Berlin liegt ein weiterer Schwerpunkt der Arbeit in Cochem. Auf dem dortigen Klosterberg befindet sich das Seniorenzentrum St. Hedwig welches am 1. April 1997 eröffnet wurde. Eine kleine Gemeinschaft von Ordensschwestern versorgt die dortige Kapelle und ist im seelsorgerlichen Dienst aktiv. Im Stadtteil Cochem-Cond befindet sich das 1993 eröffnete St. Marienkrankenhaus, welches über einen Hubschrauberlandeplatz für die Notfallrettung verfügt. Die Ordensfrauen wohnen in einem Kloster auf dem Gelände und sind in der Seelsorge tätig.
Eine weitere Wirkungsstätte liegt an der Mosel im Ortsteil Treis. Die dort lebenden Marienschwestern betreuen das Seniorenstift St. Katharina seelsorgerlich und wohnen im Erdgeschoss des Stifts.